# مدبسة (خياطة)

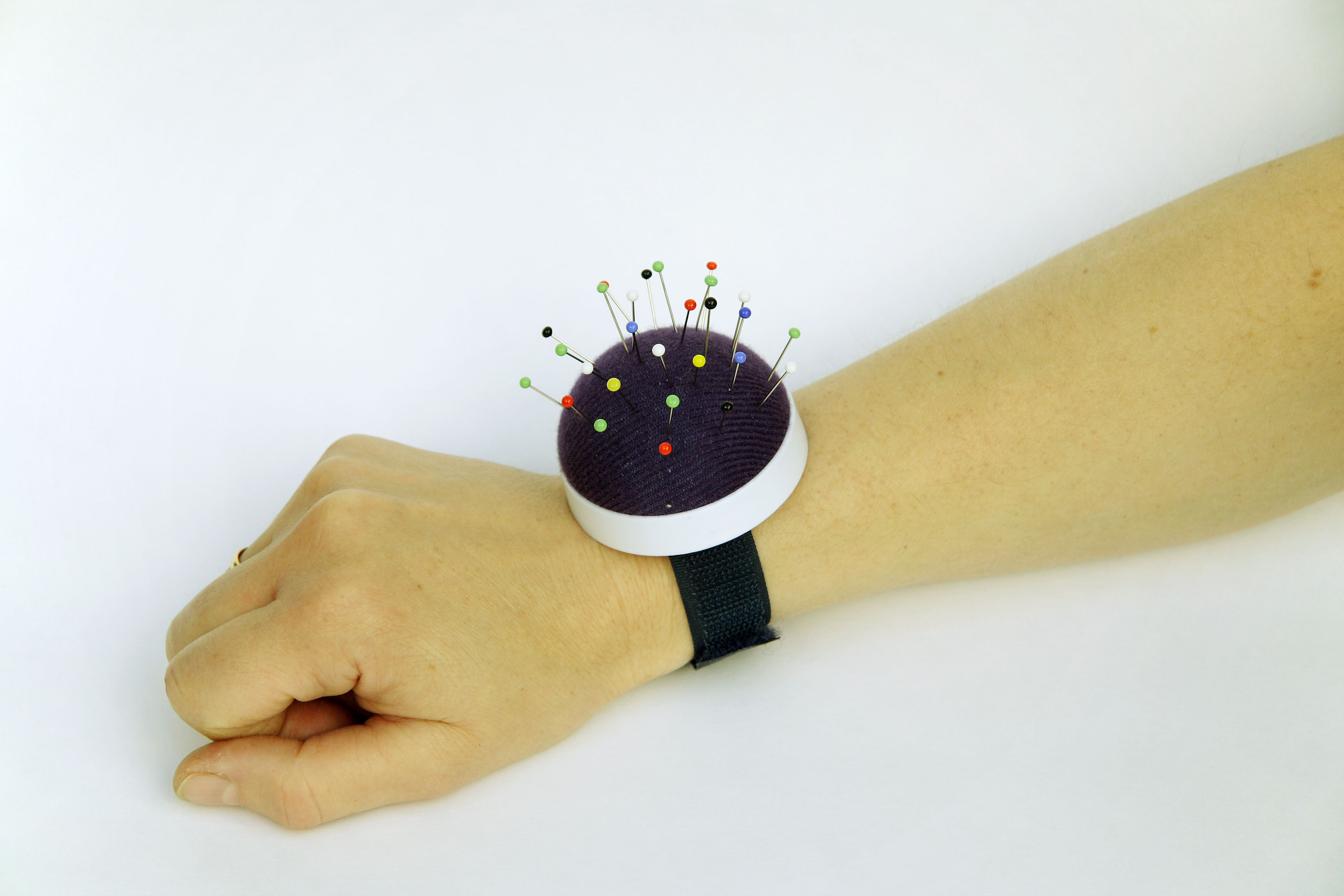
مدبسة مثبتة على المعصم

المَدْبَسة أو وسادة الدبابيس هي وسادة صغيرة محشوة، قُطرها بين 3–5 سنتيمتر (1.2–2.0 بوصة)، تُستخدم في الخياطة لتخزين المسامير أو الإبر وجمعها والحفاظ عليها منظمة.
تُحْشى الوسادات بحشو مناسب لتثبيت المسامير في مكانها بشكل صارم. كما تستخدم المدبسة المغنطيسية في بعض الأحيان. على الرغم من أنها ليست وسادةً، إلا أنها تؤدي نفس الوظيفة الأساسية المتمثلة في تثبيت المسامير.

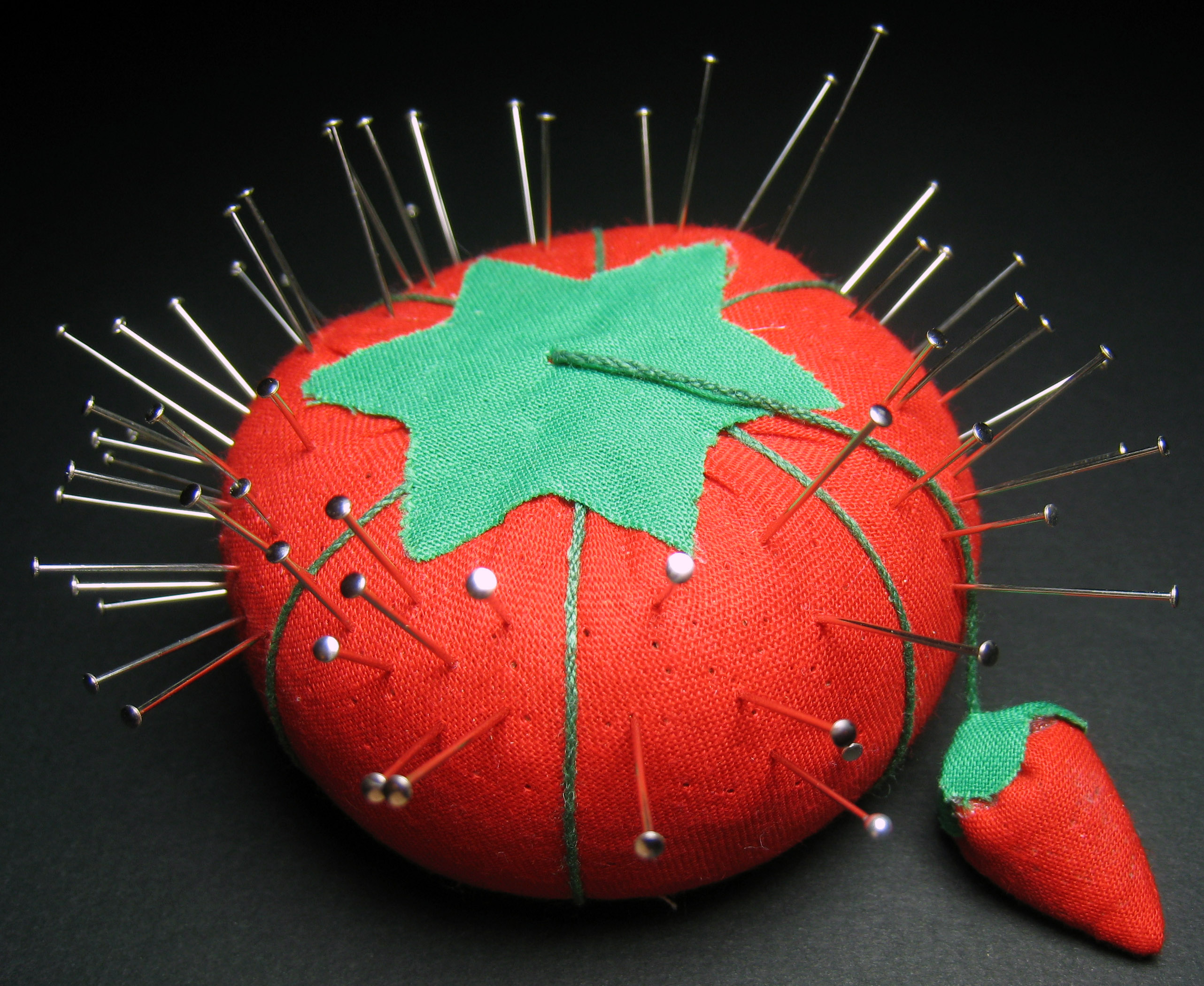
مدبسة نموذجية "الطماطم والفراولة".